# Réseau express régional de Nijni Novgorod
Le Réseau express régional de Nijni Novgorod (russe : Нижегородская городская электричка) est un réseau de transport ferroviaire (S-Bahn ou RER) à Nijni Novgorod. Avec le métro, il forme un système de transport ferroviaire à grande vitesse de la ville. Il a 3 lignes - Sormovskaïa-1, Sormovskaïa-2 et Priokskaïa. A été fondée le 24 juin 2013 sur la base du chemin de fer de Gorki, en plus du métro.

## Réseau actuel

### Lignes
| #      | Ligne         | Itinéraire                                 | Nombre de stations |
| ------ | ------------- | ------------------------------------------ | ------------------ |
| 1      | Sormovskaïa   | Gare de Nijni Novgorod – Doubravnaïa       | 11                 |
| 2      | Sormovskaïa-2 | Potchinki – Varïa                          | 4                  |
| 3      | Priokskaïa    | Gare de Nijni Novgorod – Prospekt Gagarina | 13                 |
| Total: |               |                                            | 27                 |

La ligne Sormovskaïa-1 - il dispose de 11 stations et relie l'arrondissement de Sormovo et la gare de Nijni Novgorod. Cela en fait une alternative à la ligne de métro à Sormovo. A un correspondance à la station de métro Moskovskaïa. Pour un correspondances gratuit, vous pouvez utiliser la carte d'embarquement pendant 90 minutes.
La ligne Sormovskaïa-2 - se compose de 4 stations de la station Potchinki à la station Varïa. Il relie le centre de Sormovo et en partie à la station de métro Bourevestnik. La distance entre ces stations peut être parcourue en tramway avec un transfert gratuit grâce à la carte de transport. Le lancement test aux heures de pointe a eu lieu le 1er février 2020, et l'ouverture complète de la ligne aura lieu le 1er mai 2020.
La ligne Priokskaïa il dispose de 13 stations et 5 gares d'échange à la gare de Nijni Novgorod, à Nijni Novgorod-Sortirovotchny, à Petriaïevka, à Okskaïa et à Prospekt Gagarina. Il croise partiellement la banlieue et relie l'arrondissement de Kanavino, de Lénine, Avtozavodski et de l'Oka. Il a différentes zones tarifaires en raison du fait que certaines stations sont situées à l'extérieur de la ville.
En plus des lignes principales, il y a une autres directions qui ne sont pas incluses dans le système de Réseau express régional: « Doskino - Koustovaïa ». Le prix ici est égal à la prix dans n'importe quel transport public de la ville. Il y a aussi des stations de correspondance pour le RER. Station Koustovaïa est situé près de la station de métro Komsomolskaïa, et est un sous-nœud de correspondance indirect entre eux.

### Les Stations
| Ligne Sormovskaïa-1 | Ligne Sormovskaïa-2                                             | Ligne Priokskaïa |
| --- | --------------------------------------------------------------- | --- |
| - Gare de Nijni Novgorod «Moskovskaïa» - Kostarikha - Lesnoï gorodok - Tchaadaïevo - Kooperativnaïa - Svetloïarskaïa-1 - Potchinki - Kopossovo - Narodnaïa - Vyssokovo - Doubravnaïa | - Potchinki - Svetloïarskaïa-2 - Sormovo - Varïa «Bourevestnik» | - Gare de Nijni Novgorod «Moskovskaïa» - 435 km. - Nijni Novgorod-Sortirovotchny - Kondouktorskaïa - Petriaïevka - Nijni Novgorod-Strigino - Sartakovo - Okskaïa - Koudma - Okski bereg - Roïka - Bolchaïa Ïelnïa (banlieue) - Ankoudinovka - Prospekt Gagarina |

## Les tarifs
Sur la ligne Sormovskaïa, le tarif est de 28 roubles (environ 0,40 euro). Ainsi que sur tous les transports publics de la ville.
Sur la ligne Priokskaïa, le tarif est de 28 roubles depuis la gare de Nijni Novgorod jusqu'à la gare Petriaïevka et de la gare Petriaïevka vers la gare Prospekt Gagarina.